# Mirahur
Mirahur (Turco ottomano:مير اخور / MIR ahur; anche Imrahor) nell'Impero ottomano era il titolo dello stalliere capo del palazzo del sultano. Il Mirahur deteneva il grado di Agha.
Le stalle delle quali il Mirahur aveva la direzione erano chiamate ıṣṭabl-ı'āmire. Dopo le riforme del Tanzimat, la carica si chiamava Istabl-İmire Müdürü. Il grado venne ridotto a quello di un tenente colonnello.